# Acide thréonique
L'acide thréonique est un ose acide dérivé du thréose. L'isomère L- est un métabolite de l'acide ascorbique (vitamine C).
Une étude suggère qu'à cause de l'inhibition de l'expression DKK1 par des L-thréonates in vitro, ces derniers pourraient avoir un potentiel pour le traitement de l'alopécie androgénique.

## Isomères

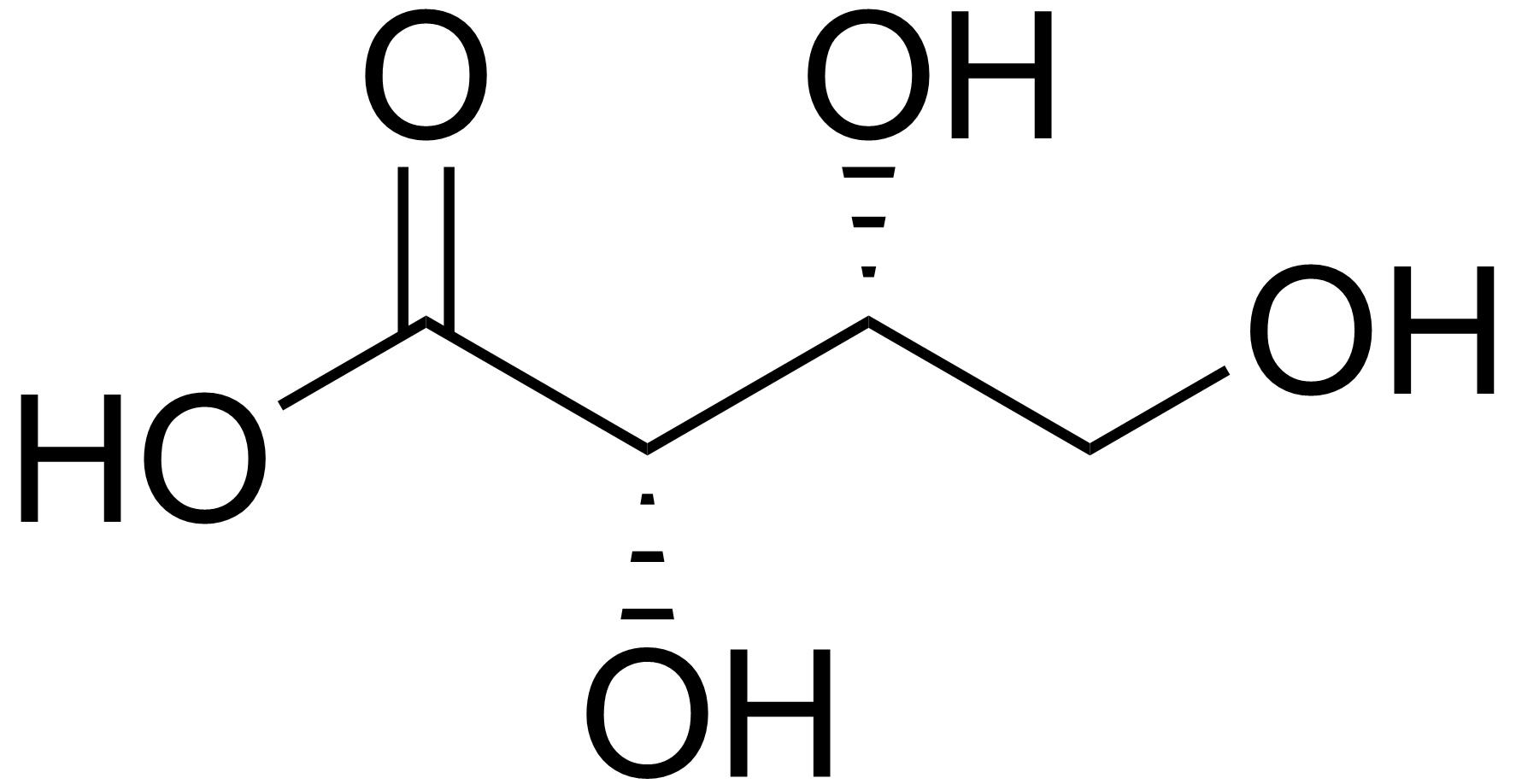
Acide D-thréonique ou (2S,3R)
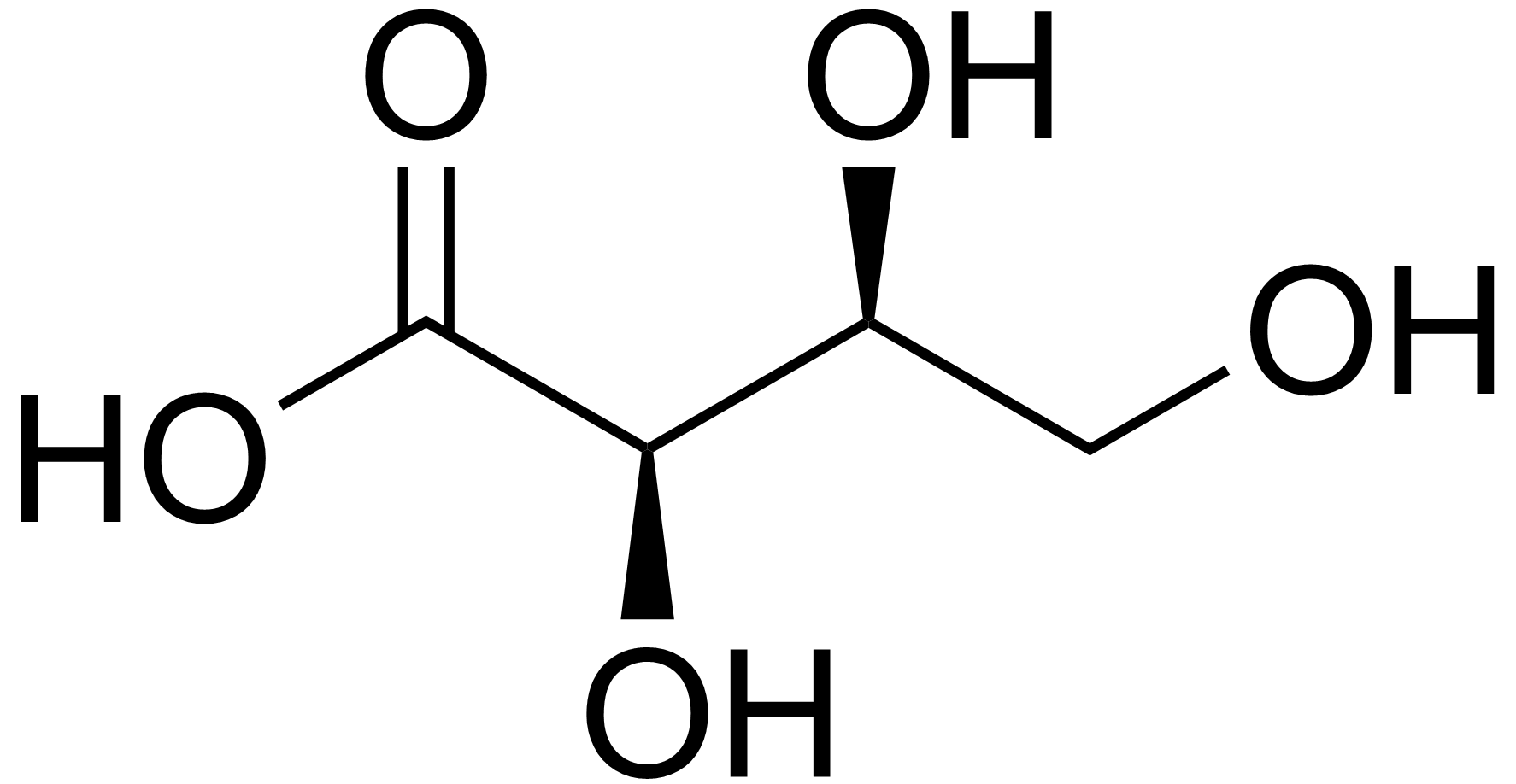
Acide L-thréonique ou (2R,3S)
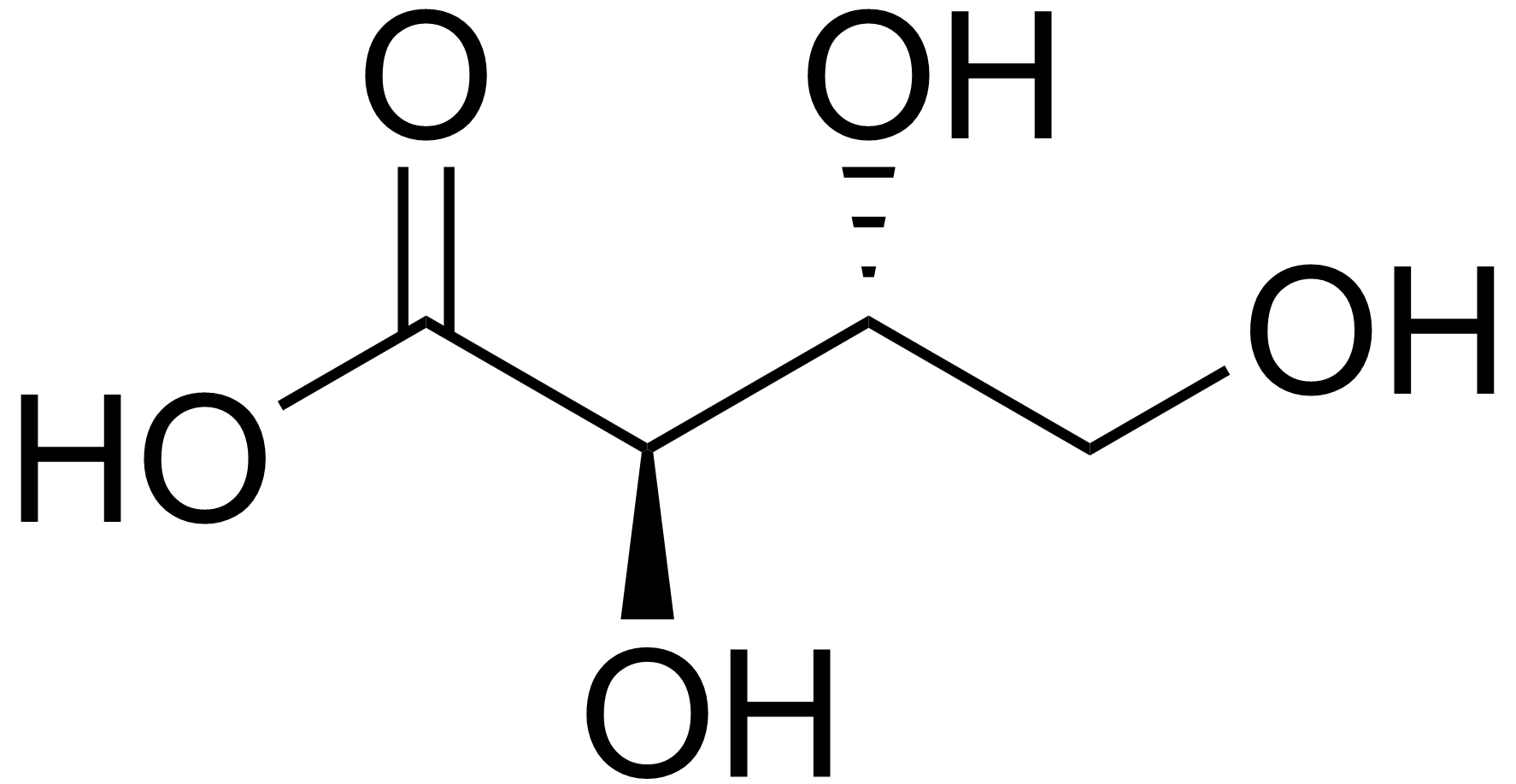
Acide D-érythronique ou (2R,3R)
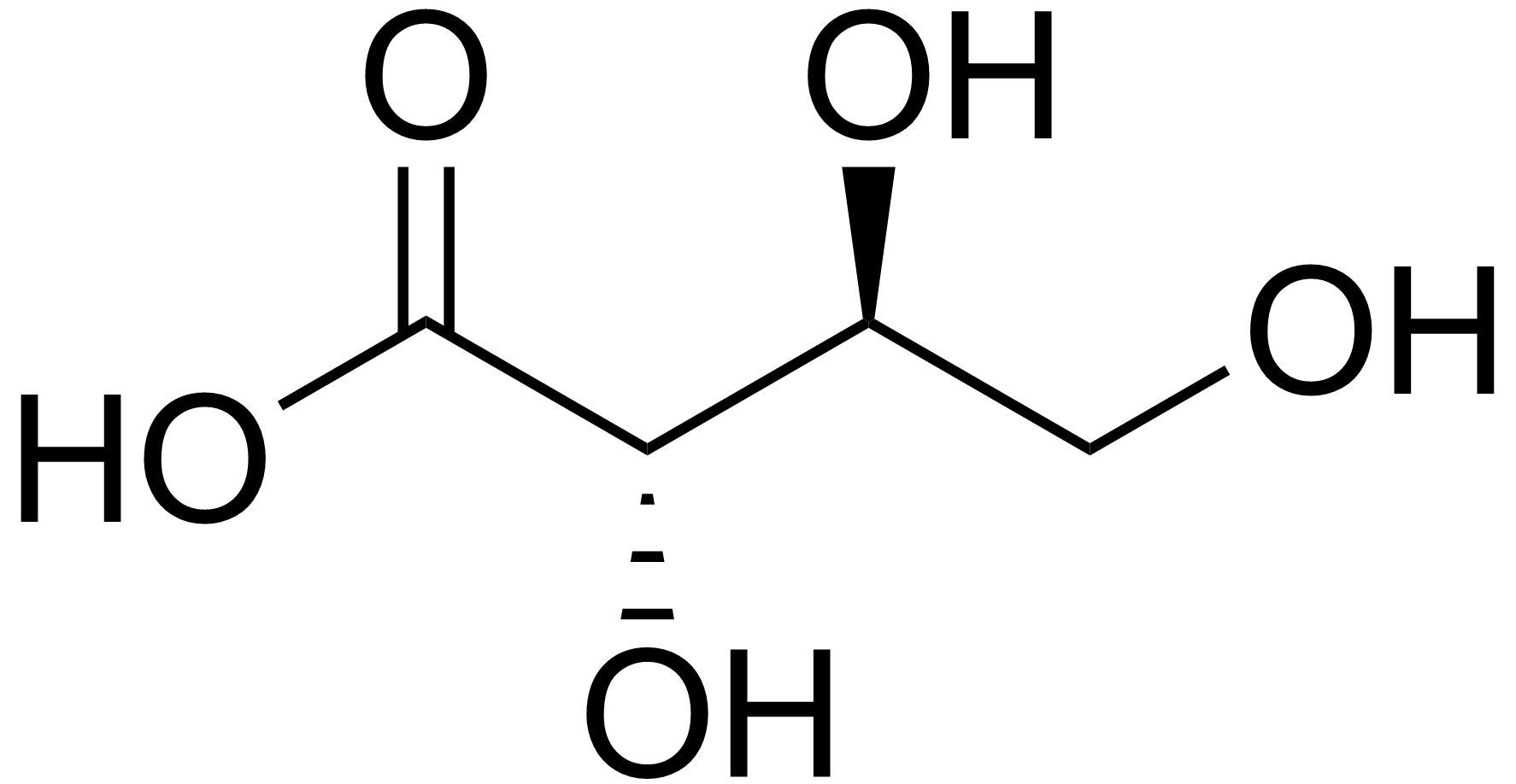
Acide L-érythronique ou (2S,3S)